# Ferrari California
De Ferrari California is een auto van het Italiaanse automerk Ferrari. De California werd gepresenteerd tijdens de Mondial de l'Automobile van 2008 in Parijs.

## Model
De California is een geheel nieuw model in het gamma van Ferrari. De auto wordt gepositioneerd onder de Ferrari 458 Italia en dient als instapmodel in de modellijn van Ferrari. De California is de eerste Ferrari die geleverd wordt met een metalen vouwdak. Een andere noviteit voor een Ferrari is de voorin geplaatste V8-motor. Het koetswerk en de carrosserie zijn volledig uit aluminium vervaardigd. Er wordt beweerd dat de California een model is dat eigenlijk als Maserati op de markt zou komen. De productiekosten van de California en daarmee de verkoopprijs zouden echter te hoog zijn voor het merk Maserati. De vier uitlaten, twee links en twee rechts zijn boven elkaar gemonteerd. Bij de opvolger van de California, de California T, zijn de vier uitlaten per twee stuks naast elkaar gemonteerd. De uitlaateinden zijn bij de California gemonteerd in een rooster welke in verbinding staan met een rooster in de wielkuip van de achterwielen. Door de hete en snelstromende uitlaatgassen wordt via de roosters een vacuüm gecreëerd in de wielkuip welke zorgt voor extra downforce. De California is voorzien van sensoren in de velgen welke de temperatuur van de banden en de luchtdruk in de banden doorgeeft aan het linkerscherm in het dashboard. Hoewel de meeste California’s geleverd zijn met gordels achterin, was het mogelijk een lugage shelf te bestellen. De beenruimte voor de achterpassagiers was dermate klein dat comfortabel zitten niet mogelijk was. Door de lugage shelf konden custom made koffersets van Schedoni worden vastgemaakt met lederen riemen.

## Motor
De eerste generatie Ferrari California is uitgerust met het F136 4.3L V8 motorblok zoals ook gebruikt in de Ferrari F430. De specificaties van de toepassing van de motor wijkt af door de toepassing van een ander type krukas. De cilinderinhoud wijkt af ten opzichte van de F430, 4308 cc voor de F430 ten opzichte van 4297 cc voor de California. Hierdoor past de motor meer bij het GT karakter van de California. Het is de eerste keer dat Ferrari de krachtbron koppelt aan een zeven versnellingen tellende versnellingsbak met een dubbele koppeling van GETRAG. Voor het schakelen kan worden gekozen tussen een automatische stand of handmatig schakelen met behulp van schakelflippers achter het stuur. Het F1-Trac-tractiecontrolesysteem dat debuteerde op de 599 GTB Fiorano is ook terug te vinden in de California. In 2010 introduceerde Ferrari het “HELE” systeem. De naam staat voor “High Emotion, Low Emission”. Naast een start/stop systeem werd de California HELE voorzien van een intelligente ventilator, - brandstofpomp en - airconditioning compressor. De versnellingsbak bak werd adaptief, het schakelgedrag past zich aan aan de rijstijl. Hierdoor daalde de uitstoot van CO2 van 299 g/km naar 270 g/km. Het koppel steeg met 25 Nm.

## Ferrari California T
De Ferrari California T is de opvolger van de oude California. Hij zag het levenslicht in 2014 op de Autosalon van Genève en was ook te zien op de AutoRai van 2015. Het grote verschil tussen de T en de normale California is dat deze een turbomotor heeft. Deze zie je ook terug in de Ferrari 488, de Ferrari GTC4Lusso en de Maserati Quattroporte. Hij heeft een inhoud van 3,9 liter en produceert een vermogen van 560 pk (100 meer dan de oude) en een koppel van 750 nm. Qua design is er ook het nodige aangepast, zo staan de uitlaatpijpen nu naast elkaar in plaats van boven elkaar. Het dak is nog steeds een inklapbare hardtop, wat door sommigen niet mooi gevonden wordt. 
Uiteindelijk stopte de productie van de Ferrari California in 2017. En werd opgevolgd door de Ferrari Portofino.